# Empire (datorspel)
Empire och Empire Deluxe för Windows är ett turbaserat strategispel skapat av Mark Baldwin och Walter Bright.
Spelet har enkla regler. Varje spelare börjar med en stad i en outforskad värld. Det gäller att utforska världen och hitta nya städer som man tar kontroll över. Man beslutar vilken typ av stridskrafter som ska produceras i varje stad; arméer, flygplan eller olika typer av båtar. Armétrupper går snabbt att producera medan stora fartyg tar lång tid. Slutmålet är att besegra de andra spelarna. De första versionerna av spelet var textbaserade, medan de senare versionerna var grafiska.
Spelet skapades i datorversion för första gången 1978 av Walter Bright och har sedan uppdaterats för olika operativsystem och datorer under åren. 1985 kom IBM PC-versionen med uppgraderad CGA-grafik, 1987 kom spelet för Atari ST och Amiga med titeln Empire: Wargame of the Century, 1990 kom spelet för Microsoft Windows och 2002 kom Empire Deluxe Enhanced Edition för Internet. Spelet är en verklig klassiker i strategispelgenren.

## Första versionen
Första försöket till implementation för dator gjordes i Basic och basen var hålkort av spelet Hamurabi. Walter Bright insåg ganska snart att Basic var alltför begränsat för att användas för spelet. Han kollade runt och insåg att skulle han göra Empire för dator fick han lära sig Fortran. Så medan han programmerade Empire lärde han sig Fortran. Nästa problem han stötte på var att terminalerna som han satt vid var för långsamma. Han använde sig av en Decwriter på 300 baud och en lite snabbare ASR33 på 1100 baud.
Walter fortsatte dock att utveckla spelet även om terminalerna som han satt vid var för långsamma för att spela spelet. Ett genombrott kom då Caltech installerade glasterminaler på 1200 baud. Nu kunde man se spelet och ungefär ett år efter man hade installerat de snabba terminaler på Caltech var första versionen ett faktum.
Nästa problem för Empire var att det blev populärt, så populärt att skolan förbjöd spelet under vardagar och i slutet även under tentaperioder. Det fanns folk på Caltech som hävdade att spelet försämrade studieresultatet hos eleverna men den främsta anledningen vara att spelet tog upp för mycket datortid på deras dyra PDP-10:or.

## Mellanåren
Walter Bright försörjde sig på under collegetiden med att göra spel för Mattels Intellivision. Han insåg snabbt att konsolen inte hade den kraft som krävdes för Empire och Commodore PET var också för kraftlös för spelet. Walter Bright sade att de kanske hade varit möjligt att implementera spelet på en Apple II men han provade aldrig så spelet fick ligga i träda.

## PDP-11 versionen
Efter att ha gått ut skolan Walter fick jobb som ingenjör men efter några år tröttnade han på jobbet, sade upp sig. Tur nog hade han sparat källkoden av Empire på en diskett (den versionen finns fortfarande kvar att ladda ned från nätet) och han köpte en H11:a (Heathkits version av Dec:s PDP-11). Walter sade att maskinen var en mycket bra dator men hade han haft en hjärna hade han köpt en Apple II. När han hade programmerat om spelet för PDP-11 gjorde han reklam för spelet i BYTE magazine detta var i april 1983. Med att ha en hjärna menade nog Walter att Dec var duktiga på att göra datorer men de förstod inte ordet marknadspenetration. Spelet såldes i två exemplar.
Walter som hade sagt upp sig från sitt förra jobb för att bli datorspelstillverkare fick se sig om efter ett nytt jobb.

## IBM PC
De tidiga versionerna av Empire var för Dec-maskiner och gjorda i Fortran och assembler. Walter Bright fick ett nytt jobb och kom där i kontakt med IBM PC och språket C. Walter Bright sade att man kunde lika gärna kalla C för EIL (Empire Implementation Language). IBM PC-maskinerna var tillräckligt kraftiga för att köra Empire och C gjorde det möjligt att lätt implementera det, men bäst av allt PC-maskinerna var populära.
Walter gjorde igen ett försök att saluföra spelet i BYTE magazine och den här gången fick han så många order att han ofta satt på golvet i sitt vardagsrum och sorterade disketter och kopierade manualer. Walter insåg att spelet nu hade blivit så stort att han var tvungen att få hjälp från något spelvaruhus för distribution men framför allt licens och royalty-pengar. Han sökte sig till de stora spelföretagen.

## Interstel
Efter att Empire hade blivit refuserad av de flesta stora programföretagen kom han i kontakt med ett litet spelföretag kallat Interstel. Interstel nappade på idén och gjorde affär med Walter Bright men de insåg också att det krävdes ett grafiskt användargränssnitt och tog hjälp från Mark Baldwin. Efter att spelet blivit lanserat sade Walter Bright att han aldrig hade förväntat sig att spelet skulle bli en sådan succé.

## Kuriosa
Empire var inspirerat av filmen Battle of Britain från 1968 samt spelet Risk från Parker. Den första versionen av Empire var gjord 1971 på en plywoodskiva spelet bordlades eftersom det var omöjligt att spela med så många parametrar som spelet innehöll.

## Senare versioner för olika operativsystem
- Empire 2.01D som går att köra under alla nu kända Windows förutom 3.11
- Empire 1.31 som är för textmode i Windows
- PDP-10 och PDP-11 Empire
- VAX/VMS Empire

## Idag
Idag är spelet tillgängligt via källkod och är freeware. Det finns även en Empire Deluxe Internet Edition tillgänglig via nätet från Killer Bee Software.